# الاتصالات في إيران

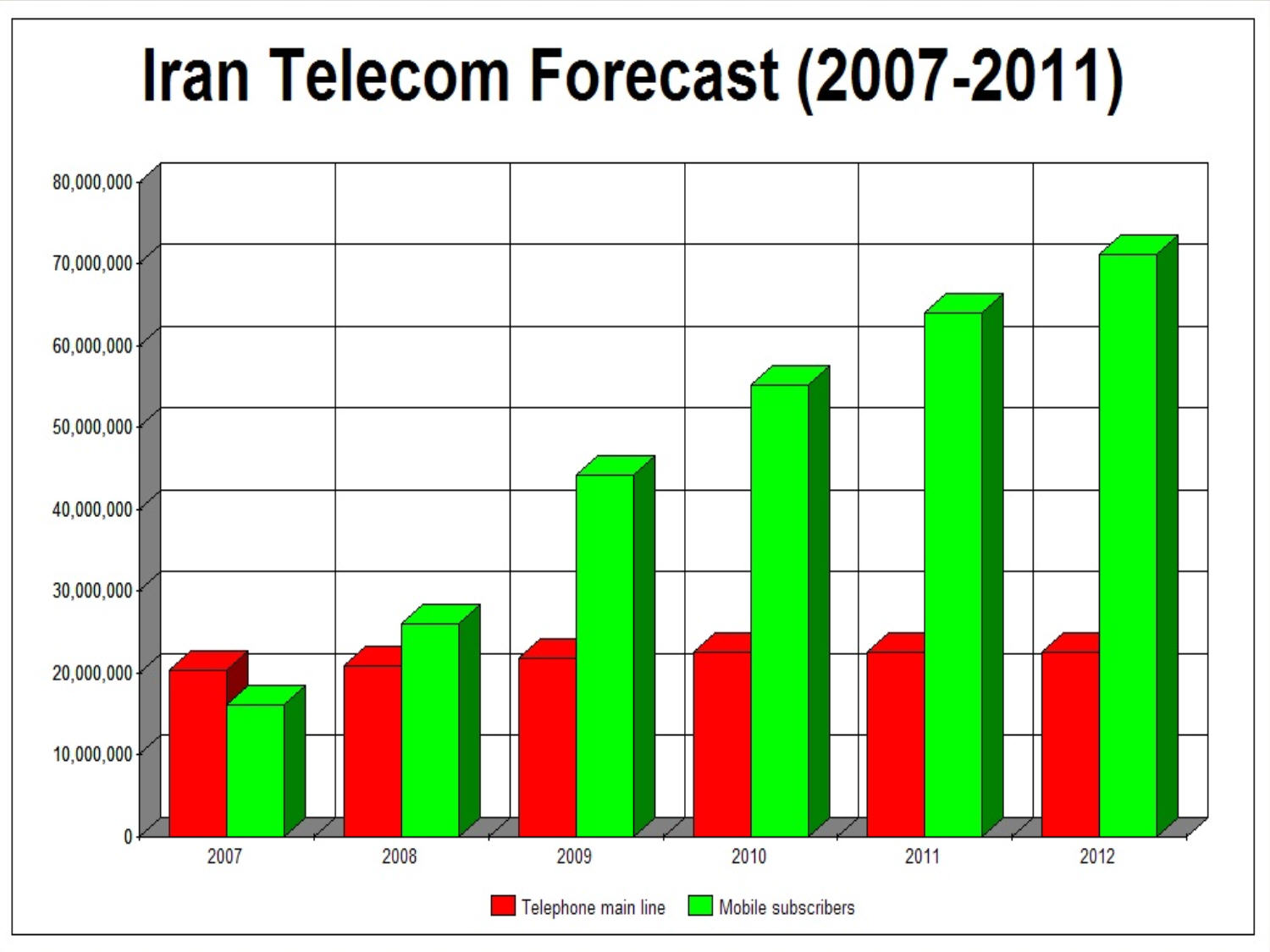
تعد إيران من بين الدول الخمس الأولى التي حققت معدل نمو يزيد عن 20٪ وأعلى مستوى من التطور في مجال الاتصالات. حصلت إيران على شهادة اليونسكو الخاصة لتوفير خدمات الاتصالات للمناطق الريفية.

صناعة الاتصالات في إيران مملوكة بالكامل تقريبًا للدولة الإيرانية، وتسيطر عليها شركة الاتصالات الإيرانية (TCI) المملوكة لها. كان اختراق الخطوط الثابتة في عام 2004 متطورًا نسبيًا وفقًا للمعايير الإقليمية، حيث بلغ 22 خطًا لكل 100 شخص، وهو أعلى من مصر بـ 14 والمملكة العربية السعودية بـ 15، على الرغم من أنه خلف الإمارات بـ 27. كان لدى إيران أكثر من هاتف محمول لكل ساكن بحلول عام 2012.
يبلغ عدد سكان إيران 80 مليون نسمة مع حوالي 56٪ من الإيرانيين تحت سن 25 عامًا. في عام 2008، كان هناك أكثر من 52000 مكتب ريفي يقدم خدمات الاتصالات للقرى في جميع أنحاء البلاد. يبلغ عدد الخطوط الهاتفية الثابتة 24 مليون عامل بنسبة اختراق 33.66٪. في عام 2012، كان هناك 43 مليون مستخدم للإنترنت في إيران، مما يجعل البلاد الأولى في الشرق الأوسط من حيث العدد.
تعد إيران من بين الدول الخمس الأولى التي حققت معدل نمو يزيد عن 20 بالمائة وأعلى مستوى من التطور في مجال الاتصالات. حصلت إيران على شهادة اليونسكو الخاصة لتوفير خدمات الاتصالات للمناطق الريفية. بحلول نهاية عام 2009، كان سوق الاتصالات الإيراني رابع أكبر سوق في المنطقة بقيمة 9.2 مليار دولار ومن المتوقع أن ينمو إلى 12.9 مليار دولار بحلول عام 2014 بمعدل نمو سنوي مركب قدره 6.9 في المائة.

ووفقا لمجلة إلكترونية على نظم المعلومات في البلدان النامية (EJISDC)، وزيارتها قطاع تكنولوجيا المعلومات والاتصالات للسهم 1,1-1,3٪ من الناتج المحلي الإجمالي في عام 2002. يعمل حوالي 150.000 شخص في قطاع تكنولوجيا المعلومات والاتصالات، بما في ذلك حوالي 20.000 في صناعة البرمجيات. كان هناك 1200 شركة تكنولوجيا معلومات مسجلة في عام 2002، 200 منها شاركت في تطوير البرمجيات. بلغت صادرات البرمجيات حوالي 50 مليون دولار في عام 2008. 

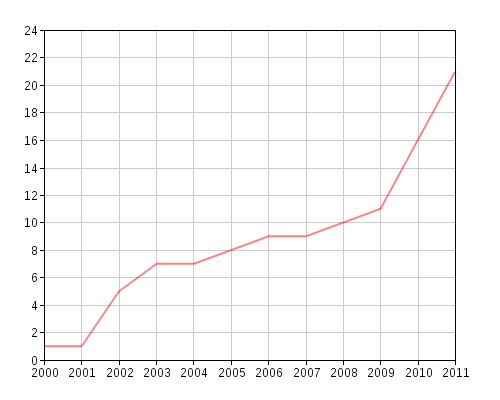
عدد مستخدمي الإنترنت في إيران لكل 100 شخص في الفترة من 2000 إلى 2011. البيانات: البنك الدولي

## روابط خارجية
- وزارة تكنولوجيا المعلومات والاتصالات الإيرانية
- Information and communications technology (ICT) to Iran على موقع واي باك مشين (نسخة محفوظة July 27, 2008) - التجارة الأسترالية
- شركة تكنولوجيا المعلومات - التابعة لوزارة الاتصالات وتكنولوجيا المعلومات في إيران
- رموز منطقة الهاتف في المدن في إيران
- تغطية GSM في إيران
- تكنولوجيا المعلومات في إيران (1997)
- تقرير حركة الإنترنت - راوتر إيران
- حقائق كتاب وكالة المخابرات المركزية (إحصاءات الاتصالات الإيرانية)
- إيران والاتصالات الفضائية - Globalsecurity.org
- نظرة عامة على التجارة الإلكترونية في إيران - وحدة الاستخبارات الاقتصادية (2006)
- تعريف سلوك المستهلك / - سلوك الاقتصاديين (2010)

أشرطة فيديو
- Cyber war on Iran - Part I على يوتيوب - PressTV (2010)
- Part II على يوتيوب - PressTV (2010)
- Part III على يوتيوب - PressTV (2010)
- الحرب السيبرانية ضد إيران - PressTV (2012)
- معرض إيران الدولي للإلكترونيات والكمبيوتر والتجارة الإلكترونية - PressTV (2012)
- اختراق الهاتف المحمول في إيران - PressTV (2013)
- تقدم إيران في تكنولوجيا المعلومات - PressTV (2017)